# جاده ئی۳۸۱ اروپا
جاده ئی۳۸۱ اروپا (به انگلیسی: European route E381) یکی از جاده‌های درجه ۲ قاره اروپا است.
این جاده از شهر کی‌یف (اوکراین) شروع شده و در شهر اریول (روسیه) به پایان می‌رسد.